# Largusoperla charliewattsi

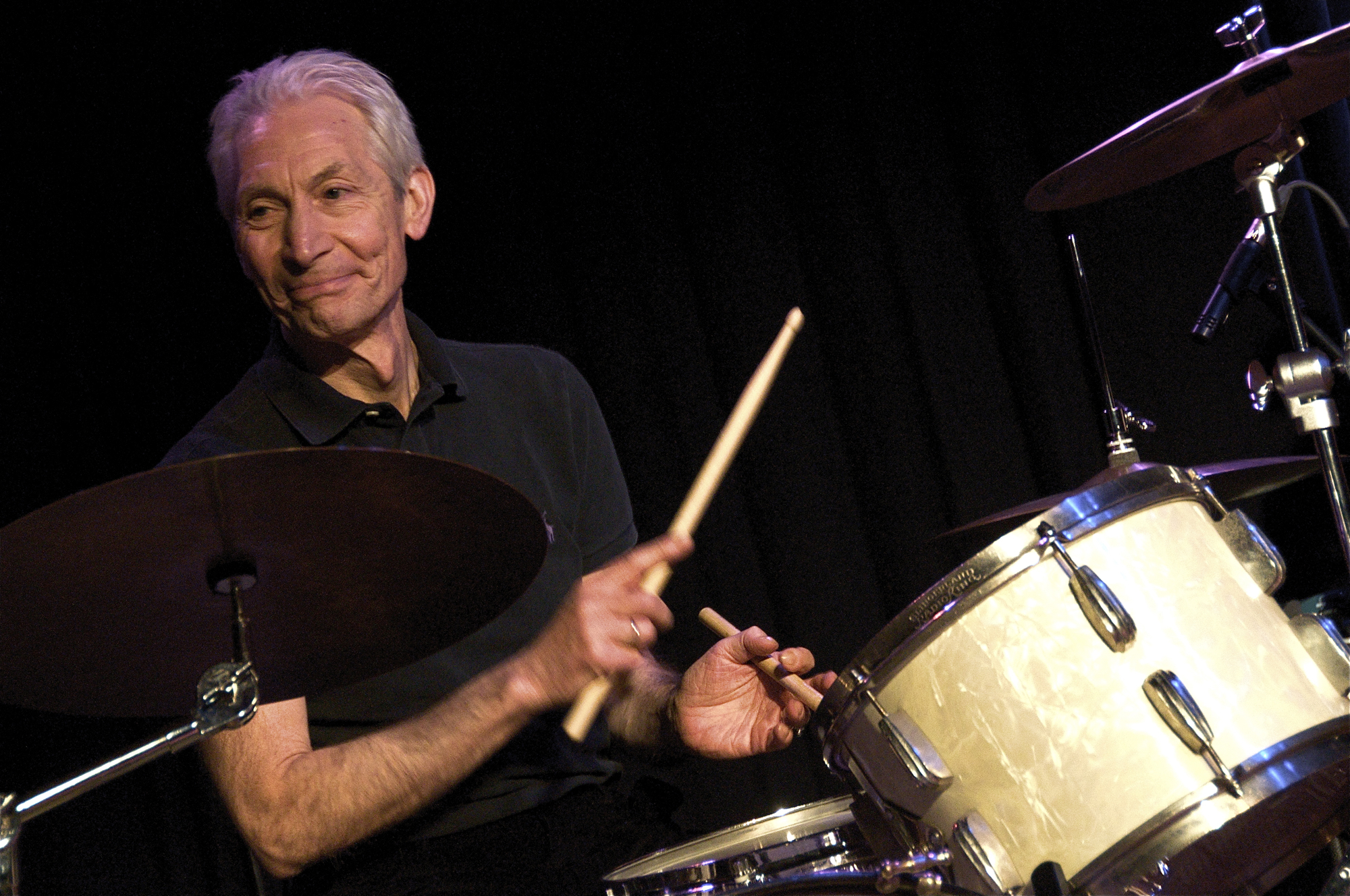
Вид назван в честь рок-музыканта Чарли Уоттса

Largusoperla charliewattsi (лат.) — ископаемый вид веснянок из семейства Perlidae. Бирманский янтарь (около 99 млн лет, меловой период): Мьянма.

## Этимология
Видовое название дано в честь Чарли Уоттса (Charlie Watts), участника рок-группы The Rolling Stones.

## Описание
Мелкие веснянки, длина тела около 8,1 мм, длина переднего крыла около 8 мм (ширина 2,6 мм). Отличается следующими признаками: большие парапрокты; hammer (выступ-молоточек на брюшке) шишковидный, удлиненный в поперечном направлении; переднеспинка спереди не сильно расширена. 
Вид Largusoperla charliewattsi был впервые описан в 2018 году чешским энтомологом Pavel Sroka (Biology Centre of the Czech Academy of Sciences, Institute of Entomology, Ческе-Будеёвице, Чехия) и немецким палеонтологом Arnold H. Staniczek (Department of Entomology, State Museum of Natural History Stuttgart, Штутгарт, Германия) по материалам из бирманского янтаря. Вместе с Electroneuria ronwoodi, Largusoperla billwymani, Largusoperla micktaylori и Largusoperla brianjonesi они включены в состав подсемейства Acroneuriinae (Perlidae).